# Escargots à la bordelaise
Pour les articles homonymes, voir Escargot (homonymie) et Bordelais.
Les escargots à la bordelaise ou cagouilles à la bordelaise ou cagouillade ou escargots à la gasconne sont une recette de cuisine traditionnelle des gastronomie bordelaise et cuisine gasconne, à base d'escargot Petit-gris (ou Gros-Gris), cuisinés au beurre, chair à saucisse, tomates, vin blanc, et armagnac.

## Histoire
Les escargots sont consommés depuis les chasseurs-cueilleurs de la Préhistoire. Cette recette traditionnelle de Gironde, de Dordogne et de Gascogne, est une variante bordelaise des escargots à la charentaise.

## Préparation
Cette recette est cuisinée sous diverses variantes familiales locales. Dans une cocotte, faire revenir au beurre oignon, ail, tomates concassées, éventuellement des poireaux et carottes, et du jambon de Bayonne (ou chair à saucisse, lard, ou ventrèche). Relever éventuellement avec du piment d'Espelette. Mouiller avec du vin blanc sec (et/ou éventuellement avec de l'armagnac). Saler poivrer et poursuivre la cuisson à feu doux puis ajouter les escargots pré-cuits au court-bouillon, et terminer la cuisson à feu doux pendant 10 minutes. Servir dans des cassolettes, avec du persil haché,,,.

## Quelques variantes

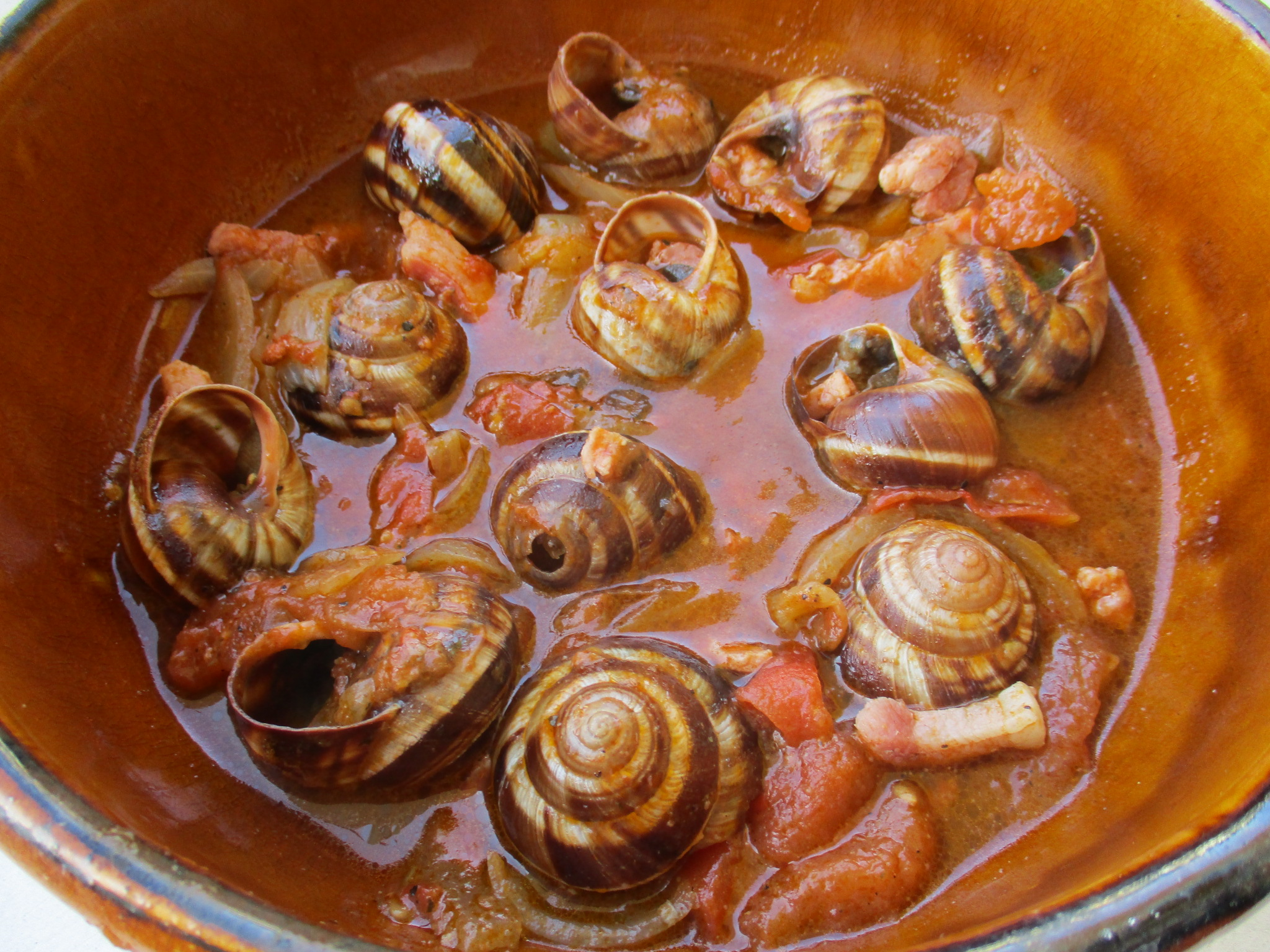
Escargots à la charentaise (variante).
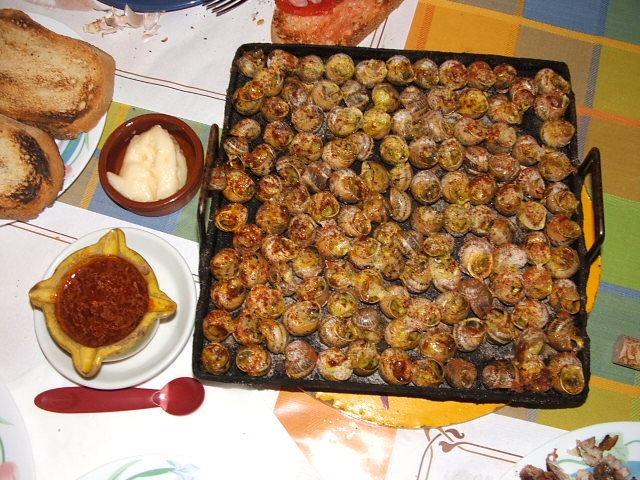
Cargolade (variante).
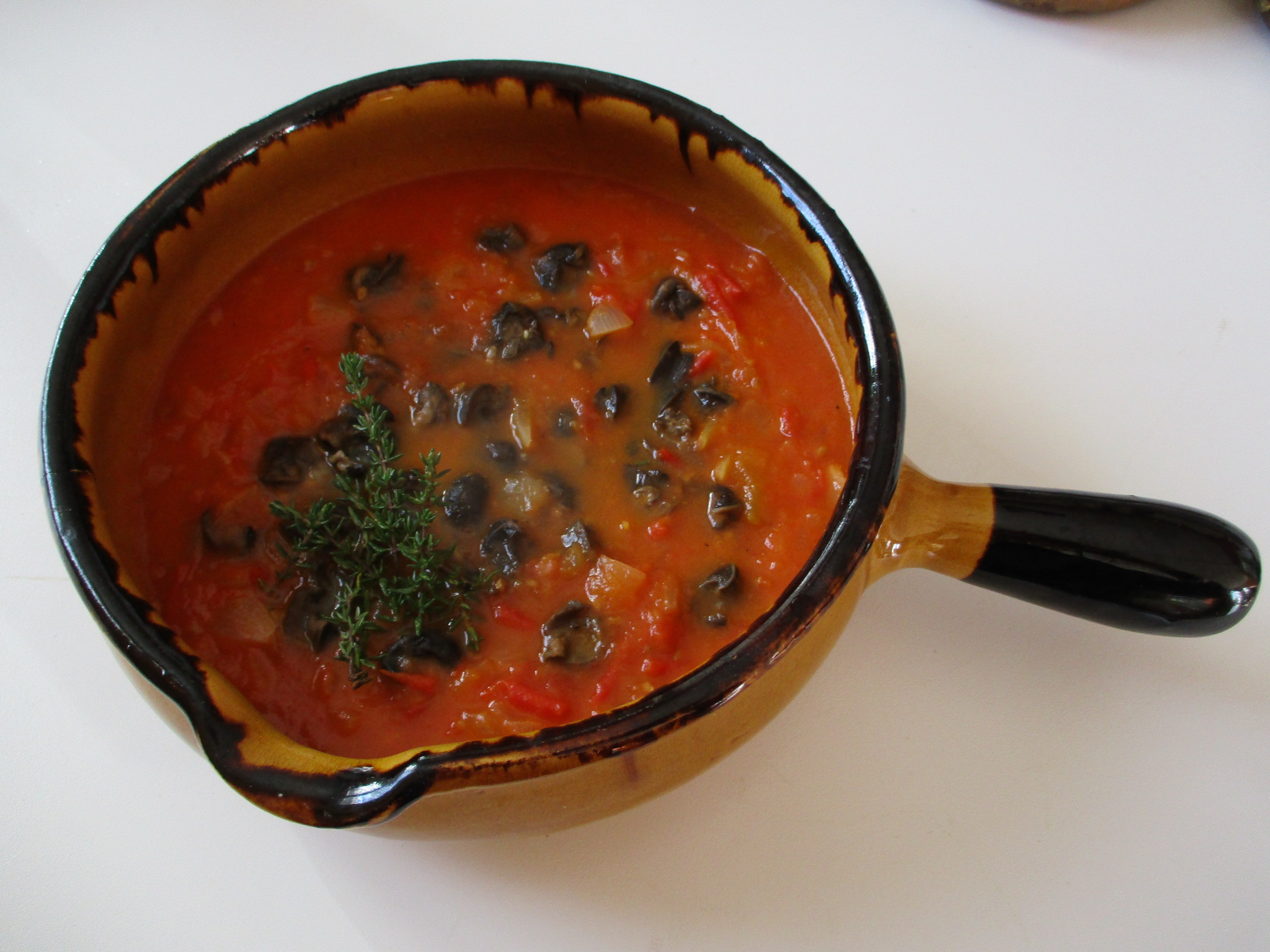
Escargots à la provençale (variante).